# Żaryń
Żaryń (ros. Жарынь) – wieś (dieriewnia) w Rosji, w obwodzie smoleńskim, w rejonie rosławskim. W 2010 liczyła 489 mieszkańców.